# Lengyel–litván–lovagrendi háború (1414)
1414-es lengyel-litván-lovagrendi háború a Német Lovagrend és a Lengyel–litván unió háborúja.
Az 1411-es thorni békét követően a Német Lovagrend belső ellenzékének részbeni nyomására ismét támadást intézett a lengyel-litván állam ellen, a békében elvesztett Szamogitia (Nyugat-Litvánia) visszaszerzésére, mely szárazföldi összeköttetést biztosított egyfelől Poroszország és Livónia között.
II. (Jagelló) Ulászló lengyel király felfogta a német lovagok támadását, mely 1410 után újabb súlyos vereséget szenvedett. Bár megpróbáltak bevenni Elbing városát a lovagoktól, de nem sikerült.
A lovagrendnek közben belső ellenfeleivel is szembe kellett nézni, akik meg akarták szüntetni uralmát az országban. A lovagrend, mely már nem rendelkezett komoly katonai erővel, korántsem volt veszélyes Lengyelországra nézve. Nyolc évvel később a lovagok egy újabb háborút indítottak Szamogitia és elvesztett hatalmuk visszaszerzésére, az ún. golubi háborút, amellyel azonban ismételt kudarcot vallottak.